# The Amber Witch

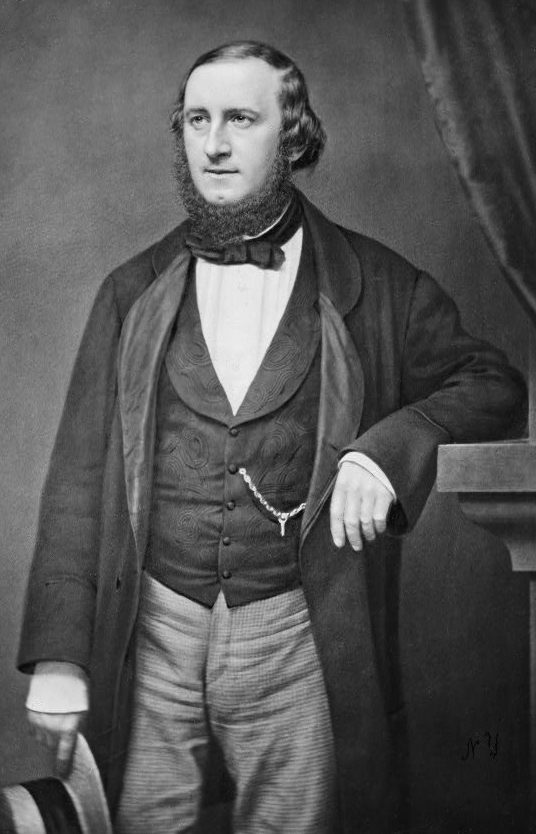
William Vincent Wallace

The Amber Witch är en opera i fyra akter med musik av William Vincent Wallace och libretto av Henry Fothergill Chorley efter Lady Duff-Gordons översättning av Wilhelm Meinholds Maria Schweidler: Die Bernsteinhexe. Den hade premiär på Her Majesty's Theatre i London den 28 februari 1861 dirigerad av Charles Hallé med Helen Lemmens-Sherrington i titelrollen.

## Historia
Librettot var baserat på en gotisk roman av Johann Wilhelm Meinhold, Maria Schweidler die Bernsteinhexe, vilken hade översatts till engelska av Lady Duff-Gordon och publicerades 1844 som The Amber Witch. Romanen var väldigt populär i det viktorianska England och hade getts ut i flera versione då Wallacce valde den som ämne för sin fjärde och mest ambitiösa opera. Romanen, till skillnad från operan, behöll sin popularitet och fortsattes att publiceras både som enskild bok och i antologier långt in på 2000-talet. Boken var en av Oscar Wildes favoriter som barn och 1895 gavs den ut i en lyxupplaga med illustrationer av Philip Burne-Jones.
Wallace hade skissat färdigt det mesta av operan i mitte av 1850-talet men svårigheter på Londonteatrarna bromsade uppförandet. Efter att ha slutfört orkestreringen av verket i Wiesbaden 1860 fick operan slutligen premiär på Her Majesty's Theatre den 28 februari 1861 med Charles Hallé som dirigent. The Times rapporterade att premiäraftonens föreställning var en succé och att "musiken är nästan lika komplicerad som vacker". Wallace ansåg att det var hans bästa opera och drottning Viktoria närvarade vid en av första föreställningarna. Men operan mottogs med blandad framgång av publiken. Efter de inledande föreställningarna överfördes den till Theatre Royal Drury Lane med de flesta av originalbesättningen, inklusive Charles Santley. (Euphrosyne Parepa-Rosa ersatte Helen Lemmens-Sherrington i titelrollen.) Santley skriver i sina memoarer att även om The Amber Witch innehöll en del fin musik, så spelades den nästan för tomma salonger på Drury Lane.
1866 hölls en konsert till förmån för Wallaces änka och barn, där två medlemmar från originaluppsättningen, Helen Lemmens-Sherrington och John Patey, sjöng tre stycken från Amber Witch – "Hark! How the chimes", "When the elves at dawn do pass" och "My Long Hair Is Braided".
Operan hade nypremiär i London på 1880-talet och åter 1899 av Moody-Manners Opera Company. Den senare uppsättningen blev en framgång och operan befann sig på Moody-Manners repertoar under flera år. Liksom de flesta av Wallaces operor föll den snart i glömska, även om Marys aria en tid var ett populärt konsertnummer och utdrag ur operan (arrangerat för orgel) spelades i New York i december 1886.

## Personer
| Roller                      | Röstläge  | Premiärbesättning 28 februari 1861 (Dirigent: Charles Hallé) |
| --------------------------- | --------- | ------------------------------------------------------------ |
| Mary                        | sopran    | Helen Lemmens-Sherrington                                    |
| Elsie                       | kontraalt | Fanny Huddart                                                |
| Greve Rudiger av Ravenstein | tenor     | Sims Reeves                                                  |
| Kommendant                  | baryton   | Charles Santley                                              |
| Pastor                      | bas       | John Patey                                                   |
| Claus                       | tenor     | William Terrott                                              |
| Kung                        | bas       | Thomas Bartleman                                             |

## Handling
Operan utspelas på ön Usedom i 1600-talets Pommern under Trettioåriga kriget och handlar om Mary, "Amber Witch", dotter till den lokala pastorn Abraham Schweidler. Hon har upptäckt en bärnstensåder i bergen utanför staden Koserow. Hon använder den till att köpa mat och kläder till de hungrande byborna, men berättar inte för någon om upprinnelsen till sin rikedom.
Greve Rudiger av Ravenstein förälskar sig i henne och uppvaktar henne förklädd till en bonde. Men den lokale kommendanten är också förälskad i henne. När Mary avvisar denne och väljer Rudiger tar kommendanten hjälp av sin svartsjuka tjänarinna Elsie att få Mary anklagad för trolldom och fänglsad. I en dramatisk domstolsscen (Akt 3, scen 3) erkänner Mary för att rädda sin toterade fader och döms till döden på bål. Greve Rudiger, även han arresterad av kommendanten, flyr och räddar Mary från lågorna. Det unga paret förenas när kungen benådar Mary och ställer kommendanten inför rätta. Elsie begår självmord och kommendanten förvisas.